# Heinrich Laudahn
Heinrich Laudahn (* 4. Oktober 1830 in Salzdetfurth; † 9. Mai 1900 in Köln) war ein deutscher Mediziner.

## Leben
Laudahn wurde 1830 in Salzdetfurth als Sohn des praktischen Arztes Anton Laudahn und dessen Ehefrau Margarethe geb. Dumbrecht geboren.
Nach dem Studium der Naturwissenschaften und der Medizin war er später praktizierender Arzt in Göttingen. 1874 wurde Laudahn von dort als Leiter der städtischen Irrenanstalt Lindenburg in Köln berufen. Er übernahm die Direktion von Heinrich Cramer, der die Anstalt zuvor ein Jahr lang geleitet und in eine Heil- und Pflegeanstalt umgebaut hatte. Die Leitung hatte er bis zu seinem Tod inne. Kurz vor seinem Tod, im März 1900, war die Irrenanstalt Lindenburg formal aufgelöst worden - die Patienten wurden schon seit 1896 allmählich in die neuen Provinzialanstalten übernommen. Mit der Auflösung der Irrenanstalt begann die Nutzung der Lindenburg als Krankenhaus.

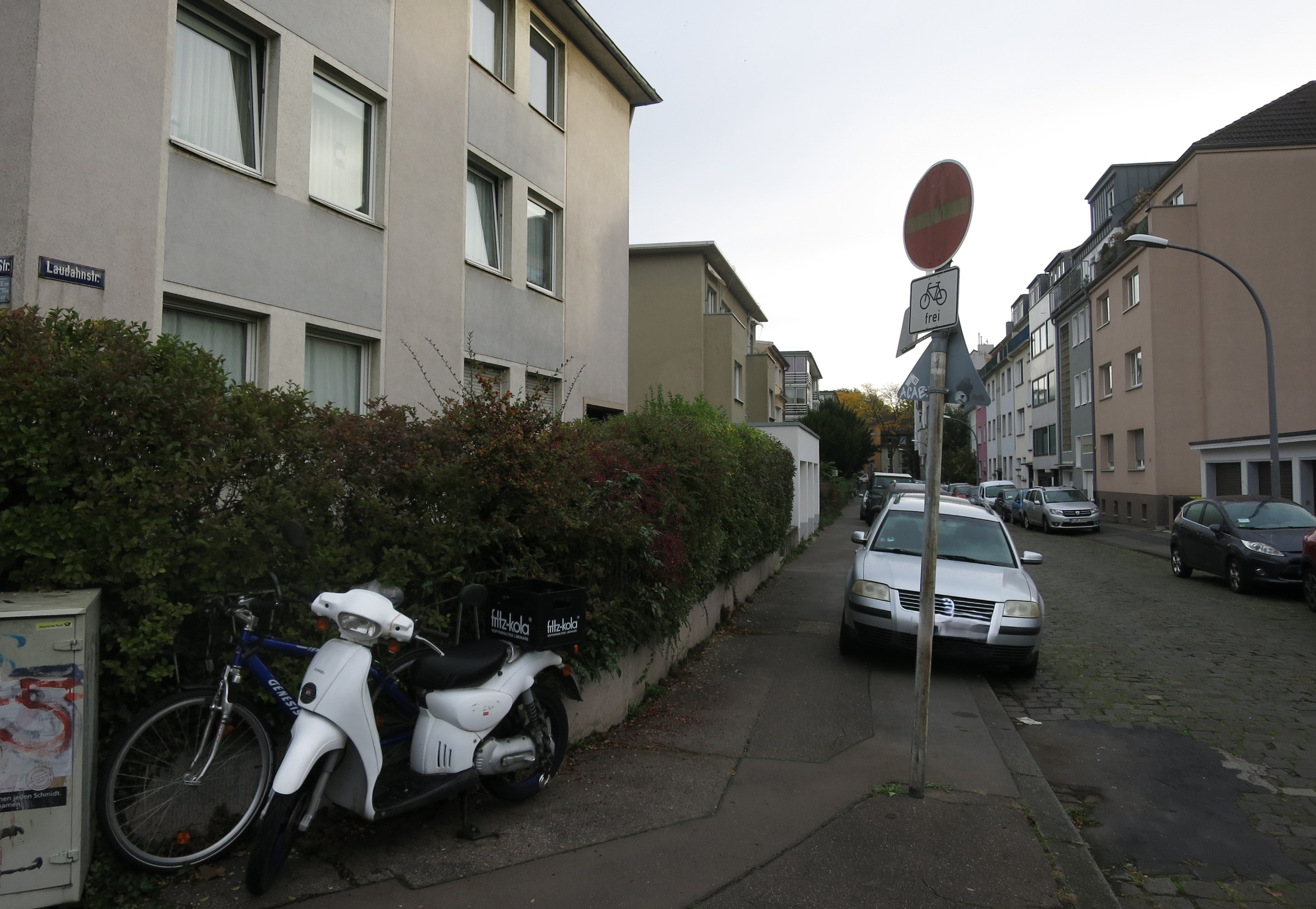
Laudahnstraße (Blick von Joseph-Stelzmann-Straße)

Laudahn war verheiratet mit Maria Augusta Anna Nobiling (1842/43–1907 in Breslau). Seine Tochter Anna Elisabeth „Else“ Laudahn (* 13. Februar 1873 in Göttingen) heiratete wenige Tage vor seinem Tod den späteren Landrat Erwin von Nasse.
Laudahn, der zuletzt den Titel eines Geheimen Sanitätsrates innehatte, starb am 9. Mai 1900 im Alter von 69 Jahren in Köln an einer Herzlähmung. Die Grabstätte der Eheleute auf dem Kölner Melaten-Friedhof ist nicht mehr vorhanden.
1909 wurde ihm zu Ehren die Laudahnstraße in Köln-Lindenthal benannt.